# Сет (бодибилдинг)
Сет (от англ. set — «ряд», «серия») или подхо́д — серия непрерывных повторений отдельного упражнения в бодибилдинге, пауэрлифтинге, тяжёлой атлетике и других видах силового спорта.

## Количество сетов
Новички каждое упражнение начинают с 1—2 разминочных сетов с малым весом (особенно, если это первое упражнение комплекса для той или иной группы мышц). Опытные атлеты могут выполнять ещё 1—3 тяжёлых разминочных сетов, и только уже потом «рабочие» сеты с весом 75—100% от однократного движения с максимальным весом (1ПМ). Таким образом, всего получается по 2—4 сетов на упражнение — у новичка, и 5—10 сетов — у профессионала.
Более опытные спортсмены максимально сокращают продолжительность разминочных сетов, для профилактики адаптации мышц к более высоким нагрузкам, иначе, выполняя множество разминочных сетов, просто не останется сил и времени на рабочие сеты с предельными или субпредельными весами, что необходимо для роста силы и объёма мышц.

## Классификация сетов
Выделяют сеты низкоповторные (силовые) и высокоповторные (на выносливость), выполняемые в «пампинговой» манере (для объёма мышц). Сеты могут быть последовательными (обычные, либо «синглы») и комбинированными.

### Обычные сеты
Обычные сеты:
- Дроп-сет («сбрасывай-подход», от англ. drop set) — уменьшение веса отягощения, например, сначала на четверть, затем на треть, и после наполовину, и выполнение ещё максимального количества повторений упражнения в «пампинговой» манере за один подход с микропаузами[~ 1];
- Убывающий сет — сначала выбирается вес, который атлет может поднять на 10 повторений в одном сете на пределе возможностей, затем вес снаряда снижается, чтобы можно было выполнить снова 10 повторений в сете, и так далее, пока не будет выполнено 4—6 таких предельных сетов.

### Синглы
Сингл-сеты («одиночные сеты», от англ. single):
- Метод «Отдых-пауза»[1] — выполнение упражнения с таким максимальным весом, с которым можно выполнить лишь 2—3 повторения, в многоповторном режиме, спортсмен делает микропаузу (≈20 секунд[~ 2]) между микросериями в 2—3 повтора, но не прекращает упражнение и не сходит с места, пока не закончит полный сет и не сможет выполнить хотя бы одного технически верного повторения, после чего упражнение считается завершённым. Этот метод позволяет выполнить упражнение с максимальным весом и с большим количеством повторений без серьёзных рисков травмирования[~ 1];
- «Стрип-сет» (от англ. strip set) — уменьшение веса снаряда на 20% и выполнение ещё нескольких повторений после достижения мышечного отказа, затем повторное уменьшение веса и выполнение ещё нескольких повторений упражнения. И так, выполнение упражнения «обратной лесенкой» происходит до пустого грифа штанги[~ 2];
- «Ступенчатый сет» — серия одиночных повторений от разминочного до рабочего веса с его постепенным увеличением; между повторениями возможна пауза (отдых) от нескольких секунд до нескольких минут. Например, атлет приседает 120 кг × 1 раз, 140 кг × 1 раз, 160 кг × 1 раз, 180 кг × 1 раз, затем следуют 5 синглов с весом 200 кг. Другой вариант — использовать вес меньше, но выполнять больше синглов с меньшим приращением веса — 10—20 кг. Прогресс «забуксует», если делать слишком много синглов с одинаковым весом.

### Комбинации
Комбинированные сеты:
- Джамп-сет (от англ. jump set) — прокачка одновременно парных мышц в одном сете без отдыха, которые являются друг другу агонистами (сгибатели) и антагонистами (разгибатели), например, грудь-спина, бицепс-трицепс, квадрицепс-бицепс бедра;
- Гигантский сет (или «компаундный тренинг»[~ 3]) — объединение нескольких (3—6) упражнений на одну мышечную группу[~ 4]. Все упражнения в суперсете-трисете-гигантском сете выполняются практически без отдыха между ними, между самими сетами пауза несколько увеличивается, чаще всего она составляет порядка 2—3 минут[~ 3]. Гигантский сет выполняется обычно 2—3 раза перед переходом к тренировке другой группы мышц[~ 3]. Отлично подходит для проработки мелких групп мышц, например, дельт[~ 5];
- Комби-сет (комбинированный сет) — выполнение друг за другом без отдыха, как правило, двух разных упражнений для одной мышцы; чередование разнохарактерных упражнений не утомляет психику:
  1. грудные мышцы: жим и разводка гантелей лёжа (акцент на малые и большие грудные мышцы);
  2. широчайшие мышцы спины: тяга штанги в наклоне и тяга верхнего блока (акцент на верх и на низ);
  3. мышцы пресса: сгибание туловища в верхнем отделе и поднятие ног лёжа на скамье (акцент на верхние и нижние средние мышцы пресса);
  4. квадрицепс: жим ногами и разгибание ног в тренажёре.
- Супер-сет (от англ. super set) — объединение двух упражнений на противоположные мышечные группы (мышцы-антагонисты, например, бицепс и трицепс, грудные и широчайшие мышцы)[~ 3] с небольшим отдыхом между выполнением разных упражнений на разные группы мышц, обычно 30—60 секунд. Отлично подходит для проработки мелких групп мышц, например, дельт[~ 5] или бицепс и квадрицепс бедра в упражнениях сгибания-разгибания ног на тренажёрах[~ 1];
- Трисет (от англ. three set) — объединяются 3 упражнения (в подавляющем большинстве случаев — на одну мышечную группу)[~ 3]. Обычно трисетами прокачивают крупные группы мышц: грудь, спину, пресс, ноги. Например, для ног (приседание со штангой, разгибание ног в тренажёре, сгибание ног в тренажёре; для пресса (сгибание влево, вправо и прямо туловища на наклонной доске с отягощением); для груди (жим гантелей лёжа, разводка гантелей и сведения рук в блоке). Также данный метод подходит для проработки сразу всех пучков мелких мышц, например, дельт — передний, средний, задний пучки[~ 1].

## Цели
Целью объединения нескольких упражнений является не только сокращение времени отдыха и, соответственно, тренировки, но и возможность более глубокого воздействия на целевую мышечную группу. Так, в трисеты могут объединяться упражнения, выполняемые из различных позиций (растянутой, нейтральной, сокращённой), с различным числом повторений (метод «6-12-25»), различными хватами снаряда, различной амплитудой движения.

## Отдых
Отдых между «тяжёлыми» сетами должен быть в пределах 2—4 минуты, обычно не более 3 минут. Продолжительность отдыха зависит от стажа и опыта атлета, выполняемого упражнения (базовое, изолирующее, вспомогательное) и количества повторений. Например, профессиональному спортсмену, выполняющему приседания с большим количеством повторов (12—20), требуется 3—4 минуты для отдыха, чтобы восстановить дыхание, пульс и работу мышц. Наоборот, спортсмену, выполняющему упражнения для множества мелких мышц предплечья достаточно в любых вариантах выполнения упражнений всего 1—2 минуты. Чем больше мышцы и чем больше их количество включено в работу, тем больше времени требуется на отдых.
Хорошо отдохнувшие мышцы после отдыха между сетами работают лучше, спортсмен может использовать большие веса и значительное время тренировки, с последующими тренировками процент силы и, соответственно, объём мышц превышает в среднем на 10—15%, чем у спортсменов, которые считают, что мышцы нужно «забивать» до предела, не позволяя им достаточно «отдыхать» между сетами.
Отдых между «тяжёлыми» сетами (суперсетами, трисетами и гигантскими сетами) чаще больше, чем между обычными сетами. Для ускорения восстановления, между «тяжёлыми» сетами выполняют растяжку на уставшие мышцы. При полном растяжении мышцы лучше прокачивают через себя кровь, соответственно быстрее заживляются, восстанавливают запас энергии и сильнее сокращаются, что позволяет использовать большие веса на тренировках.
Оптимальное количество тяжёлых сетов за тренировку — 2—4, профессиональные бодибилдеры могут использовать до 10—15 сетов, выполняя всего лишь 2—4 упражнения за всю тренировку.